# Hương Lâm, Hương Khê
Hương Lâm là một xã thuộc huyện Hương Khê, tỉnh Hà Tĩnh, Việt Nam.
Bí thư Đảng ủy: Đinh Quốc Đồng.
Chủ tịch UBND: Nguyễn Thị Vinh.
Phó Chủ tịch UBND: Lê Hữu Thức.
Dân tộc sinh sống: Kinh.
Tôn giáo: Tín ngưỡng dân gian,
Thiên Chúa Giáo,
Phật Giáo.
Xã Hương Lâm có diện tích 171,01 km², dân số năm 1999 là 5488 người, mật độ dân số đạt 32 người/km².